# الأكمة

تعديل مصدري - تعديل

الأكمة هي إحدى حارات مدينة قرية المركز أحد مدن محافظة إب، بلغ تعداد سكانها 142 نسمة حسب تعداد اليمن لعام 2004.